# Juan Carlos Plata
Juan Carlos „Pin” Plata (ur. 1 stycznia 1971 w Gwatemali) – gwatemalski piłkarz, napastnik. Zajmuje trzecie miejsce na liście najlepszych strzelców obecnie grających w piłkę nożną. Plata pobił wszelkie rekordy strzeleckie w Gwatemali. Od 1991 roku, czyli odkąd pojawił się w klubie Municipal Gwatemala nie było sezonu, w którym nie strzeliłby on przynajmniej 15 bramek. Rekordowy był sezon 2005/2006, kiedy trafiał do bramki rywali 31 razy. Z klubem Municipal został 11 razy Mistrzem Gwatemali, pięć razy zdobył Puchar Gwatemali i dwa razy Puchar Środkowoamerykański UNCAF. W grudniu 2006 zrezygnował z gry w reprezentacji Gwatemali. Plata ciągle kontynuuje przygodę z piłką klubową – do stycznia 2007 miał na koncie 271 goli w 465 meczach (wszystkie w barwach Municipal (król strzelców ligi gwatemalskiej w latach 1996 i 2006).
12 grudnia 2006 w gwatemalskich kinach pojawił się film opowiadający historię życia piłkarza zatytułowany Juan Carlos Plata. Na filmie ujrzeć można 321 bramek strzelonych przez Platę (w tym wszystkie 271 goli ligowych, 35 goli dla reprezentacji i 15 w klubowych pucharach środkowoamerykańskich).